# Violet Brown
Violet Brown z domu Mosse (ur. 10 marca 1900 w Duanvale w Trelawny, zm. 15 września 2017 w Montego Bay) – jamajska superstulatka, po śmierci Emmy Morano 15 kwietnia 2017 w wieku 117 lat i 36 dni, została najstarszą żyjącą osobą na świecie. Tytuł ten nosiła do 15 września 2017 roku. Jest najstarszą osobą w historii Jamajki i jedyną z tego kraju na liście 100 najstarszych ludzi w historii.

## Życiorys
Urodziła się 10 marca 1900 roku w miejscowości Duanvale (w regionie Trelawny) na Jamajce. 15 kwietnia 2017 roku, po śmierci starszej od niej o 101 dni Emmy Morano, została najstarszą (zweryfikowaną) osobą na świecie. Brown była także, wraz z Japonką Nabi Tajimą, jedną z dwóch ostatnich żyjących (zweryfikowanych) osób, które urodziły się w XIX wieku. Ponadto Brown była ostatnią żyjącą poddaną brytyjskiej królowej Wiktorii (gdy przyszła na świat, Jamajka była częścią imperium brytyjskiego).
Jej pierwsze dziecko – syn Harold Fairweather (ur. 15 kwietnia 1920, zm. 19 kwietnia 2017), zmarły kilka dni po uzyskaniu przez matkę statusu najstarszego człowieka na świecie – uważany był za najstarszą osobę posiadającą żyjącego rodzica.
Violet Brown zmarła 15 września 2017, w wieku 117 lat 189 dni w szpitalu w Montego Bay, w parafii św. Jakuba po zdiagnozowaniu odwodnienia i nieregularnego bicia serca tydzień wcześniej. Tytuł najstarszej osoby na świecie otrzymała po niej Japonka Nabi Tajima (młodsza od niej o 147 dni). W chwili śmierci Violet Brown była 4. najstarszą osobą w historii, której wiek udowodniono. Od 10 lutego 2018 roku znajduje się na 7. miejscu, ponieważ osiągnięty przez nią wiek został przekroczony przez Nabi Tajimę i Kane Tanakę.